# Dosinia exoleta
La dosinia (Dosinia exoleta)  è un mollusco bivalve della famiglia Veneridae. Vive prevalentemente nei fondi sabbiosi, in cui si nasconde per sfuggire ai predatori, lasciando all'esterno solo l'apertura del proprio sistema filtrante. Così facendo questo bivalve può ricevere acqua ricca d'ossigeno dal mare e catturare allo stesso tempo i microorganismi utili alla sua nutrizione.